# لوح سفید (لاست)
لوح سفید (به لاتین: Tabula Rasa) سومین قسمت از فصل اول سریال لاست است. کارگردانی آن را جک بندر و نویسندگی آن توسط دیمون لیندلوف انجام شد. این قسمت برای اولین بار در ۶ اکتبر ۲۰۰۴ از شبکه ای‌بی‌سی پخش شد.
شخصیت کیت آستن (اوانجلین لیلی) در فلش‌بک‌های این اپیزود نشان داده می‌شود و نشان می‌دهد که چگونه او در استرالیا توسط مارشال ایالات متحده ادوارد مارس (فردریک لین) دستگیر شد. در رویدادهای امروزی، جک شپرد (متیو فاکس) و هارلی (خورخه گارسیا) متوجه می‌شوند که کیت یک محکوم و فراری است در حالی که جک تلاش می‌کند مارشال را از صدماتی که در طول سقوط هواپیمای پرواز اوشنیک ۸۱۵ متحمل شده نجات دهد.
این قسمت را که در ایالات متحده پخش شد ۱۶٫۵۴ میلیون نفر تماشا کردند و نقدهای متفاوتی از منتقدان دریافت کرد. این اولین قسمتی است که بخش «پیشتر در لاست نشان‌داده شد» را نشان می‌دهد، کلیپی که در ابتدای هر قسمت نمایش داده می‌شود و رویدادهای اخیر نمایش را خلاصه می‌کند. نام این قسمت از ایده فلسفی لوح سفید گرفته شده است، مفهومی که در یکی از خطوط پایانی اپیزود آورده شده است، زمانی که جک به کیت می‌گوید که همه بازماندگان پرواز ۸۱۵ باید اجازه داشته باشند که با زندگی جدید دوباره شروع کنند.

## داستان

### فلش‌بک‌ها
کیت که در انباری در استرالیایی خوابیده، توسط یک کشاورز، ری مولن، از خواب بیدار می‌شود. او خود را به عنوان «آنی»، فارغ التحصیل کوله پشتی معرفی می‌کند و مولن به او شغلی در مزرعه می‌دهد. هنگامی که او بعداً تصمیم می‌گیرد که آنجا را ترک کند، ری به او پیشنهاد می‌دهد تا به ایستگاه قطار برود. در راه، کیت متوجه یک ماشین سیاه رنگ می‌شود که آنها را تعقیب می‌کند و ری فاش می کند که متوجه شده است کیت فراری است و تصمیم گرفته است که او را برای دریافت جایزه به مقامات تحویل دهد. هنگامی که مارشال ایالات متحده ادوارد مارس در حال نزدیک شدن است، کیت فرمان ماشین را می‌چرخاند و باعث واژگونی اتومبیل آنها می‌شود. کیت فرصتی برای فرار دارد، اما می‌ماند تا ری را از خودروی در حال سوختن بیرون بکشد، پس از آن مارس او را اسیر می‌کند.

### در جزیره
کیت، سعید ، چارلی ، سایر ، بون و شانون با فرا رسیدن شب کمپ می زنند. آنها تصمیم می‌گیرند به سایر بازماندگان در مورد فرستنده فرانسوی که در گیرنده شنیده‌اند، از ترس اینکه این خبر باعث ایجاد وحشت در بین سایر بازماندگان شود، نگویند. وقتی بر سر تفنگی که ساویر از مارس برداشته دعوا می‌شود، گروه موافقت می‌کنند که کیت آن را نگه دارد. در همین حال، در ساحل، هارلی عکس کیت را می‌بیند که جک آن را از مارس پیدا کرده است.
روز بعد، کیت مخفیانه به جک در مورد سیگنال دریافتی می‌گوید. وضعیت مارس بدتر می‌شود و کیت با او در چادر پزشکی موقت ملاقات می‌کند در حالی که جک بدنه هواپیما را برای آنتی بیوتیک جستجو می کند. مارس از خواب بیدار می‌شود و قبل از اینکه دچار شوک شود، گلوی کیت را می‌گیرد. کیت از جک می‌خواهد که او را معدوم کند، اما جک قبول نمی‌کند و می‌گوید که عکس بازداشت او را دیده است و او «قاتل» نیست. در جای دیگر، مایکل از صحبت کردن والت با جان لاک مرموز اذیت می‌شود و به او دستور می‌دهد که از آن مرد دور بماند.
درد مارس بدتر می‌شود و بازماندگان را آزار می‌دهد. در نهایت او درخواست می‌کند که کیت را به تنهایی ببیند و از او می پرسد که قبل از بیهوش شدن کیت در هواپیما چه لطفی می‌خواست. او می‌گوید که می‌خواست مطمئن شود که ری برای تحویل دادن او جایزه‌اش را می‌گیرد. با خروج کیت، ساویر وارد می‌شود و صدای شلیک گلوله به گوش می‌رسد. جک عصبانی است، اما ساویر ادعا می‌کند که مارس آن را درخواست کرده است. با این حال، مارس هنوز زنده است. جک تشخیص می‌دهد که شلیک ساویر بجای قلب، ریه او را سوراخ کرده است. جک مارس را خفه می‌کند تا به درد او پایان دهد.
روز بعد، لاک سگ گم شده والت، وینسنت را با استفاده از سوت سگی که او حک کرده بود، پیدا می کند. او وینسنت را نزد مایکل می‌آورد و می‌گوید که به عنوان پدر والت، او باید آنها را دوباره متحد کند. کیت به جک پیشنهاد می‌دهد که جرم او چیست. او رد می‌کند و بیان می‌کند که زندگی گذشته آنها در حال حاضر مهم نیست و باید به همه بازماندگان اجازه داد تا شروعی دوباره داشته باشند.

## تولید
در طول تولید قسمت آزمایشی لاست ، خالقان مجموعه جی جی آبرامز و دیمون لیندلوف با تیمی متشکل از چهار نویسنده - خاویر گریلو-مارکسوآخ ، پل دینی ، جنیفر ام. جانسون و کریستین تیلور - همکاری کردند تا ایده‌هایی را درباره چگونگی ادامه نمایش توضیح دهند. «راهنمای نویسنده» به‌علاوه یک واکنش مثبت به قسمت آزمایشی باعث شد ای‌بی‌سی برنامه را شروع کند. نوشتن فصل اول در می ۲۰۰۴ آغاز شد، با محوریت قسمت اول کیت و پیروی از دستورالعمل‌های یک فیلمنامه مستقل مبتنی بر واقعیت. فیلمنامه که به لیندلوف تعلق داشت تا ژوئن به پایان رسید. این اولین قسمت به کارگردانی جک بندر بود که به دعوت آبرامز به نمایش آمد. این قسمت از واژه لاتین به معنای «لوح خالی»، «تابولا راسا» نامگذاری شده است، مفهومی که به فیلسوف جان لاک نسبت داده می‌شود که او معتقد بود انسان‌ها بدون محتوای ذهنی درونی به دنیا می‌آیند و سپس از طریق تجربیات زندگی‌شان پر شده است. مفهوم گفته شده در خط پایانی قسمت تکرار می‌شود، جایی که جک پیشنهاد می‌کند که تصادف، بازماندگان را به صفحات خالی تبدیل کرده است که می‌تواند دوباره شروع شود. 
هر دو اثر «بشویید» جو پردی و «در ذهنت باقی می‌ماند» پتسی کلاین در این قسمت حضور دارند.  جاش هالووی، که نقش ساویر را به تصویر می‌کشد، از کارلتون کیوز از مجری برنامه پرسید که چگونه ممکن است ساویر در تلاش خود برای کشتن مارشال اشتباه کرده باشد. کیوز اشاره می‌کند که نویسندگان این را نیز بعید می‌دانستند و در مورد مفهوم ساختن سویر دوربینی بحث می‌کردند، که منجر به دریافت یک جفت عینک در «امداد غیبی» شد. این اولین قسمت از لاست است که دارای مقدمه «پیشتر در لاست نشان‌داده شد» است که خلاصه ای کوتاه از آخرین قسمت ها برای تجدید حافظه بیننده است. صدای مقدمه توسط لوید براون ، رئیس ای‌بی‌سی که زمینه لاست را ایجاد کرد و در طول تولید قسمت آزمایشی اخراج شده بود، ارائه شد.

## واکنش‌ها
۱۶٫۵۴ میلیون نفر این قسمت را تماشا کردند و لاست را به عنوان نهمین رتبه برتر هفته رتبه‌بندی کردند.
کریس کارابوت از آی‌جی‌ان به این قسمت امتیاز ۷٫۷ داد و از بازی بازیگران و تضاد شخصیت‌ها تمجید کرد. منتقد تلویزیون به این قسمت امتیاز ۶۳/۱۰۰ داد و گفت که «توطئه خوبی از نویسندگان است زیرا ما می‌خواهیم در مورد کیت و کارهایی که او انجام داده بیشتر بدانیم» و همچنین اظهار داشت که «عدم اقدام ممکن است بر برخی از افراد تاثیر بگذارد. به سبک تحولات و تنش بی امان ۲۴ وابسته است.»  جاش ولک به «تابولا رسا» درجه B+ داد و گفت: «داستان کیت جذاب است، اگرچه او هنوز به عنوان یک بدجنس فراری کاملاً قابل باور نیست.» 
رابرت دوگرتی، نویسنده کتاب راهنمای قسمت گمشده برای دیگران: یک گلچین غیررسمی، گفت که این اپیزود «در تثبیت زندگی گذشته کیت مهم است»، اما «در طرح بزرگ طرح گمشده چندان مهم نیست.»  رایان مک‌گی از زپ‌توایت این اپیزود را «در مقایسه با اپیزود آزمایشی» یک «ناراحتی جزئی» خواند، اما استدلال کرد که «بیشتر قسمت‌ها از درخشش قسمت آزمایشی کوتاهی می‌کنند» و استفاده از فلاش‌بک‌ها «مشخص شد که [لاست] یک درام مبتنی بر شخصیت خواهد بود، حرکتی که مخاطب خود را میخکوب کرد و به [بینندگانش] به تدریج افراد زیادی را که پس از سقوط در جزیره فرود آمدند، می‌شناساند.»  دن کاوا از تلویزیون بدون ترحم به قسمت C+ داد.